# Hortonworks
Hortonworks war ein US-amerikanisches Softwareunternehmen mit Hauptsitz in Santa Clara, Kalifornien. Das Unternehmen konzentrierte sich auf die Entwicklung von Apache Hadoop und den zugehörigen anderen Apache-Projekten. Hortonworks hatte eine eigene Distribution von Hadoop und verschiedene Erweiterungen unter dem Namen Hortonworks Data Platform angeboten.

## Geschichte
Hortonworks wurde im Juni 2011 als unabhängiges Softwareunternehmen gegründet. Hortonworks ist eine Ausgründung von Yahoo und wurde mit Kapital von Yahoo und Benchmark Capital in Höhe von 23 Millionen US-Dollar finanziert. Die Firma wurde nach dem Elefanten Horton aus dem Buch Horton hört ein Hu! benannt. Hortonworks veranstaltet die Entwicklerkonferenzen Hadoop Summit. Seit dem 12. Dezember 2014 ist das Unternehmen unter der Kennung HDP an der NASDAQ gelistet.
Im Oktober 2018 haben Hortonworks und Cloudera angekündigt, als gleichberechtigte Partner zu fusionieren. Der Zusammenschluss wurde am 3. Januar 2019 durchgeführt.

## Produkte
Hortonworks Data Platform (HDP) basiert auf Apache Hadoop und enthält unter anderem Hadoop Distributed File System (HDFS), MapReduce, Apache NiFi, Pig, Hive, HBase und Zookeeper. Diese Plattform dient zur Analyse, Speicherung und Bearbeitung großer Datenmengen (siehe Big Data). Die aktuelle Version 2.5 von Hortonworks Data Platform wurde am 28. Juni 2016 veröffentlicht.